# Antonia Pellegrino
Antonia Pellegrino (Rio de Janeiro, 12 de agosto de 1979) é uma roteirista e produtora premiada pela Academia Brasileira de Letras e Academia do Cinema Brasileiro.

## Biografia
Antonia Pellegrino nasceu no Rio de Janeiro, em 12 de agosto de 1979. Formou-se em ciências sociais, é mestre em literatura, cultura e contemporaneidade, pela PUC-Rio; e também, em Administração Pública (FGV-Rio, 2024). Tornou-se uma voz ativas na luta pelos direitos da mulheres graças ao trabalho como editora do blog #AgoraÉQueSãoElas, sua influência nas redes sociais, falas e textos públicos.
Com 20 anos de experiência como roteirista, Antonia é premiada pela Academia Brasileira de Letras, Academia do Cinema Brasileiro, ABRA e New York Film Festival. Escreveu 3 longas metragens de ficção que, juntos, somam mais de 4 milhões de espectadores. Foi co-autora de cinco novelas e cinco seriados, produzidos por canais como TV Globo, HBO e Multishow, entre 2004 e 2017. Foi colaboradora do roteiro do documentário, "Democracia em Vertigem", de Petra Costa, indicado ao Oscar em 2020. Em 2019, roteirizou um dos episódios da série "Vitimas Digitais", do GNT. Co-criou com Marcelo D2 a série "Amar É Para Os Fortes", da Prime Video, lançada em 2023. É uma das roteiristas do longa-metragem Manas (2024), dirigido por Marianna Brennand.
É autora de textos publicados no caderno Ilustríssima, revista Piauí, Vogue, Trip, 451, entre outros. Foi colunista das revistas TPM de 2004 a 2017. Tem contos em diversas antologias, entre elas Granta Brasil e Portugal. Publicou o livro "Cem Ideias Que Deram Em Nada", em 2014. E foi colunista da Folha de S. Paulo, entre 2011 e 2012, e de 2017 a 2019. EM 2022, organizou, com a historiadora Heloísa Starling, o volume "Independência do Brasil - as mulheres que estavam lá", do qual também é co-autora.
Antonia criou a campanha #AgoraÉQueSãoElas, em 2015, chegando a obter 65 milhões de menções no Twitter. Articulou a maior campanha em rede de combate à violência contra mulher na Brasil, #MexeuComUmaMexeuComTodas. É a realizadora do documentário #PrimaveraDasMulheres, lançado em 2017, e premiado pela ABRA e New York Festivals. Foi uma das fundadoras da plataforma #AgoraÉQueSãoElas e do Festival #Agora, o evento das mulheres, que teve três edição.
Antonia já participou de programas como Conversa com Bial, Encontro com Fátima Bernardes, Amor e Sexo. Foi apresentadora de uma temporada do Starte, na GloboNews, em 2012. Em 2018, atuou como criadora e host da websérie "Blasfêmea", na plataforma Hysteria. Foi host do podcast "Novo Normal", entre 2019 e 2020, do Spotify. É criadora do podcast narrativo "Mulheres na Independência", da Globoplay, lançado em 2022.
Em junho de 2021, filiou-se ao Partido dos Trabalhadores, pelas mãos do presidente Lula. Foi nomeada para o gabinete de transição do Governo Federal, em 2022. Desde 2023, atua como diretora de Conteúdo e Programação da EBC, tendo sido responsável pela renovação do programa Sem Censura e o edital Seleção TvBrasil.

## Filmografia

### Novelas
| Ano  | Título            | Função     |
| ---- | ----------------- | ---------- |
| 2005 | A Lua Me Disse    | Roteirista |
| 2006 | Cobras & Lagartos | Roteirista |
| 2008 | A Favorita        | Roteirista |
| 2008 | Negócio da China  | Roteirista |
| 2011 | Aquele Beijo      | Roteirista |

### Séries
| Ano  | Título              | Função     |
| ---- | ------------------- | ---------- |
| 2008 | Alice               | Roteirista |
| 2010 | Amor em Quatro Atos | Roteirista |
| 2010 | A Vida Alheia       | Roteirista |
| 2011 | Oscar Freire 279    | Roteirista |
| 2013 | Pé na Cova          | Roteirista |
| 2019 | Vítimas Digitais    | Roteirista |

### Cinema
| Ano  |  | Título                 | Função                          |
| ---- |  | ---------------------- | ------------------------------- |
| 2011 |  | Bruna Surfistinha      | Roteirista                      |
| 2012 |  | Éden                   | Roteirista                      |
| 2014 |  | Tim Maia               | Roteirista                      |
| 2017 |  | Primavera das Mulheres | Diretora; Roteirista; Produtora |
| 2019 |  | Democracia em Vertigem | Roteirista                      |